# 에치오 핀차

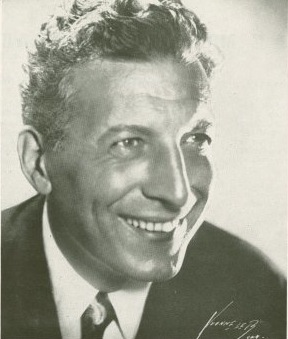

에치오 핀차(Ezio Pinza, 본명: Fortunio Pinza, 1892년 5월 18일 ~ 1957년 5월 9일)는 이탈리아의 오페라 가수이다.
로마 태생의 베이스 가수이며 어릴 때는 기술자를 지망하였으나 목소리가 고와 볼로냐 음악원에 입학하여 1914년에 크레모나에서 <노르마>의 손티노 역으로 데뷔. 1924년 보이트의 <네로네>의 세계 초연에 출연. 1926년에는 메트로폴리탄에 출연하였으며 그 뒤로는 거의 뉴욕에서 활약하였다. 1949년에는 브로드웨이의 뮤지컬 <남태평양>에 출연하는 등 폭넓은 활약을 보였다. 그 풍부한 목소리와 표현력의 다채로움은 정평이 있으며 그 레퍼토리도 모차르트에서 이탈리아, 프랑스의 것에 이르기까지 광범하다.